# Erebia plurimacula
Erebia plurimacula är en fjärilsart som beskrevs av Müller 1928. Erebia plurimacula ingår i släktet Erebia och familjen praktfjärilar. Inga underarter finns listade i Catalogue of Life.